# Casa Hampton–Preston
La casa Hampton-Preston ubicada en 1615 Blanding Street, Columbia (Carolina del Sur), es una mansión histórica que fue el hogar de miembros de la prominente familia Hampton. Fue incluido en el Registro Nacional de Lugares Históricos el 29 de julio de 1969.

## Historia
Ainsley Hall, un rico comerciante de Columbia, hizo que se construyera en 1818. Fue comprada unos años más tarde por el ex general de la guerra anglo-estadounidense de 1812, Wade Hampton I, un rico plantador de algodón. A su vez, su hijo Wade Hampton II y su nieto Wade Hampton III también residieron en la casa en varios momentos, aunque la propiedad pasó después de Hampton I a su hija Caroline y su esposo, el senador estatal John S. Preston. En ese momento, duplicaron su tamaño.
Durante la última parte de la guerra de Secesión, se utilizó como sede del mayor general del Ejército de la Unión John A. Logan durante la ocupación de Columbia. El Instituto Presbiteriano para Damas Jóvenes de Carolina del Sur adquirió la mansión en 1890.
Es de un estilo renacentista clásico poscolonial, con una amplia terraza en el frente con columnas dóricas y un luneto en la parte superior. En el interior hay una amplia escalera circular con barandales de caoba. Un candelabro de cristal cuelga en el medio de la sala. Las habitaciones son espaciosas y una está adornada con una repisa de mármol blanco del escultor Hiram Powers. Los jardines cubrían una cuadra de la ciudad y eran conocidos en todo el estado, pero fueron talados, convirtiéndose eventualmente en un estacionamiento.
La casa Hampton-Preston fue restaurada y reabierta al público en 1970 como un museo que personifica la vida de plantadores en Carolina del Sur, antes de la guerra, y es operado por la Fundación Histórica de Columbia. Está ubicado en el Distrito Histórico de Columbia II.